# Difteri (dokumentarfilm)
Difteri er en dansk propagandafilm fra 1946 instrueret af Poul Bang og efter manuskript af Erik Witte.

## Handling
Filmen er en propaganda for difterivaccination. De tyske hære bragte en ny og farligere form for difteri udover landene, og flygtningene førte den videre over det krigsramte Europa. Den ramte alle aldersklasser. Også til Danmark kom den, og dødeligheden var stor.